# إريك ماير (سياسي)
إريك ماير (بالهولندية: Erik Meijer)‏ هو سياسي هولندي، ولد في 5 ديسمبر 1944 في أمستردام في هولندا. حزبياً، نشط في حزب العمل وحزب اليسار الأخضر. في انتخابات البرلمان الأوروبي 1999، انتخب عضو في البرلمان الأوروبي عن دائرة هولندا (دائرة انتخابية للبرلمان الأوروبي) لترشحه ضمن  قائمة الحزب الاشتراكي، وقد انضم خلال فترته النيابية (20 يوليو 1999 – 19 يوليو 2004)  للكتلة البرلمانية اليسار المتحد الأوروبي-اليسار الأخضر النوردي وفي انتخابات البرلمان الأوروبي 2004، انتخب عضو في البرلمان الأوروبي عن دائرة هولندا (دائرة انتخابية للبرلمان الأوروبي) لترشحه ضمن  قائمة الحزب الاشتراكي، وقد انضم خلال فترته النيابية (20 يوليو 2004 – 13 يوليو 2009)  للكتلة البرلمانية اليسار المتحد الأوروبي-اليسار الأخضر النوردي وانتخب عضو مجلس الشيوخ في هولندا.